# Постенкалиці
Постенкалиці (пол. Postękalice) — село в Польщі, у гміні Белхатув Белхатовського повіту Лодзинського воєводства.
Населення — 427 осіб (2011).
У 1975-1998 роках село належало до Пйотрковського воєводства.

## Демографія
Демографічна структура станом на 31 березня 2011 року:
|          | Загалом | Допрацездатний вік | Працездатний вік | Постпрацездатний вік |
| -------- | ------- | ------------------ | ---------------- | -------------------- |
| Чоловіки | 219     | 41                 | 154              | 24                   |
| Жінки    | 208     | 36                 | 125              | 47                   |
| Разом    | 427     | 77                 | 279              | 71                   |